# 孫諝
孫諝（？—263年），三國時期孫吳官員，在孫休時任交阯太守。
吳永安五年（262年，魏景元三年），吳主孫休派察戰鄧荀到交阯（郡治今越南北寧市東南）徵調孔雀和野豬。孫諝此前曾科派郡中上千個手工業者到建業（今江蘇省南京市）服勞役，當地民眾看到鄧荀前來都以為是又要增加役作人手。郡吏呂興趁機煽動士兵和百姓，並招攬附近的夷族，於吳永安六年（263年，魏景元四年）五月起兵，將孫諝與察戰鄧荀一同殺死，引發「交阯之亂」。
另有一說是交阯太守孫諝為人貪婪暴虐，當地民眾早已怨聲載道，鄧荀到交阯後又擅自徵調三十只孔雀，並要求當地人將孔雀護送至建業，大家不願意服遠役，心中都有反抗的念頭，郡吏呂興便帶頭起事，殺掉了孫諝和鄧荀。

## 參看
- 交阯之亂